# Chromatoiulus fagorum
Chromatoiulus fagorum är en mångfotingart som beskrevs av Carl Graf Attems 1951. Chromatoiulus fagorum ingår i släktet Chromatoiulus och familjen kejsardubbelfotingar. Inga underarter finns listade i Catalogue of Life.